# Recea, Rîșcani
Recea este satul de reședință al comunei cu același nume  din raionul Rîșcani, Republica Moldova. distanța directă până la care este de 16 km.
La recensământul din anul 2004, populația satului constituia 2601 oameni, dintre care 48.10% - bărbați și 51.90% - femei. Structura etnică a populației în cadrul satului: 94.39% - moldoveni/români, 4.34% - ucraineni, 1.15% - ruși, 0.12% - alte etnii.
La vest de sat este amplasat ecosistemul acvatic „La Moară”, o arie protejată din categoria monumentelor naturii de tip hidrologic.